# Camila Gomes
Camila Fernanda Gomes Rodrigues, auch genannt Camila Gomes oder nur Camila (* 2. Januar 2001 in São Luís), ist eine brasilianische Fußballtorhüterin.

## Karriere

### Verein
Camila Gomes gab ihr Debüt in der Saison 2017 bei Sampaio Corrêa. In den folgenden Spielzeiten spielte sie für Viana und Chapecoense. Von Chapecoense wechselte sie im Verlauf der Saison 2019 zu Internacional Porto Alegre, kam für diese aber nicht zum Einsatz. Im Januar 2020 schloss sie sich Iranduba da Amazônia an. Von dort wechselte sie im September des Jahres zum FC Santos.

### Nationalmannschaft
Für die A-Nationalmannschaft wurde sie erstmals zum Finalissima im April 2023 nominiert. Im Rahmen eines Freundschaftsspiel am 6. Dezember 2023 gegen die Auswahl Nicaraguas kam Gomes zu ihrem ersten Länderspiel. Es folgte eine Nominierung für die Weltmeisterschaft 2023. Auch an der erfolgreichen Copa América der Frauen 2025 nahm die Spielerin teil. Hier kam sie im zweiten Gruppenspiel gegen Bolivien das erste Mal zum Einsatz.

## Erfolge
Nationalmannschaft
- Copa América: 2025